# 佩里鎮區 (阿肯色州約翰遜縣)
佩里鎮區（英語：Perry Township）是位於美國阿肯色州約翰遜縣的一個行政鎮區。

## 地方資料
佩里鎮區的面積為432.41平方千米，當中陸地面積為430.64平方千米，而水域面積為1.77平方千米。根據2010年美國人口普查的數據，當地共有人口787人，而人口密度為每平方千米1.82人。